# 葉寶琳

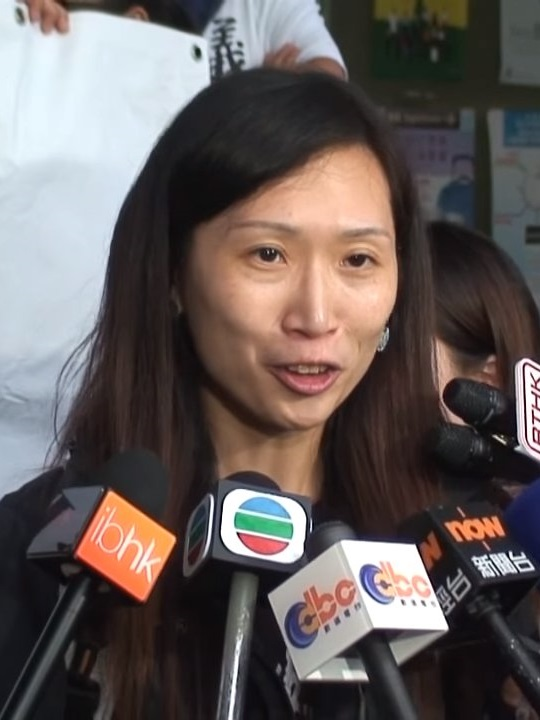
葉寶琳

葉寶琳（英語：Bobo Yip Po Lam，1979年12月1日—），香港活躍社會運動人士，一直活躍參與香港各種公眾集會及遊行活動至今。
中學就讀於聖公會曾肇添中學。2001年在香港大學社工系畢業。2010年於嶺南大學取得文化研究碩士。
由2007年，以本土行動成員身份，開始參與保衛皇后碼頭；加入組織有ourtv.hk主持，香港獨立媒體成員；最低工資聯盟成員、香港民間團體幹事、80後反高鐵成員及反高鐵停撥款大聯盟成員、菜園村關注組成員、香港天主教正義和平委員會幹事、民間反對國民教育科大聯盟發言人等等。

## 菜園村關注組
她一直關注菜園村居民搬遷後等待重置的權益。

## 事件

### 反預算案遊行
2011年3月6日，葉寶琳、葉浩意、陶君行及黃浩銘參與反預算案遊行之際，一度據守中環德輔道中與雪廠街交界馬路，被警方分別控以協助組織及參與非法集會罪名，案件於2012年3月20日在東區裁判法院判刑。陶君行和黃浩銘承認控罪，分別被判罰款2000元及1000元。另外兩名被告葉寶琳和葉浩意，與控方商討案情，獲不提證供起訴，並撤銷控罪，只須簽保5000元及守行為一年。法官判刑時強調，即使遊行，亦不應踐踏公眾利益。

### 因涉612人道支援基金而被捕
2023年8月10日，香港警方國安處拘捕4男6女，年齡介乎26歲至43歲，當中包括「612人道支援基金」秘書處前職員及葉寶琳及卓佳佳，其餘被捕人士為蕭惠營、許謹穎、黃芷欣、蔡蕊芝、李忠仁、郭鎮峰、李梓安、趙崇佳，警方指控他們涉嫌串謀已解散的「612人道支援基金」，接受海外組織捐款及為流亡海外人士提供援助，涉嫌違反《港區國安法》第29條「串謀勾結外國或者境外勢力危害國家安全」罪及煽動暴動。

## 外部連結
- 葉寶琳的Facebook專頁